# 聖米哈尤阿爾馬舒盧伊鄉
47°02′11″N 23°15′59″E / 47.0364°N 23.2664°E

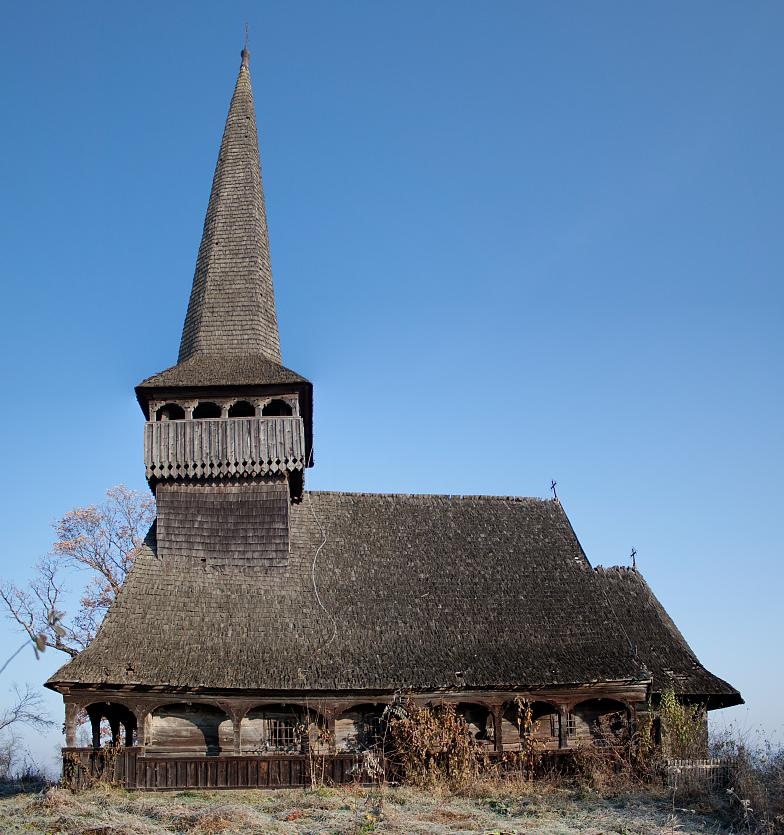

聖米哈尤阿爾馬舒盧伊鄉（羅馬尼亞語：Comuna Sânmihaiu Almașului, Sălaj），是羅馬尼亞的鄉份，位於該國西北部，由瑟拉日縣負責管轄，面積65平方公里，海拔高度314米，2007年人口1,777，人口密度每平方公里27人。